# Кочубей Світлана Михайлівна
Кочубей Світлана Михайлівна (нар. 8 травня 1936, м. Красноград Харківської області) — українська науковиця, біофізик, кандидат фізико-математичних наук (1964), доктор біологічних наук (1984), професор (1989), Заслужений діяч науки і техніки України (2007).

## Життєпис
Світлана Кочубей у 1958 році закінчила Львівський державний університет.
У 1962 році переїхала до Києва і почала працювала в Інституті фізики Академії наук Української РСР. Наступного 1963 року перейшла до Інституту фізіології рослин і генетики Академії наук Української РСР.
У 1984 році обійняла посаду завідувачки відділу біохімії фотосинтезу Інституту. З 2001 року Світлана Кочубей працює провідним науковим співробітником.

## Наукова діяльність
У 1964 році 28-річна Світлана Кочубей захистила кандидатську дисертацію. Доктором біологічних наук вона стала через 20 років (1984). Ще через п'ять років стала професором.
Світлана Кочубей вивчає первинні процеси фотосинтезу, молекулярно-біологічні аспекти його світлової фази, спектральні властивості рослин.
Вчена обґрунтувала концепцію просторової і функціональної гетерогенності фотосинтетичного апарату вищих рослин. Також у своїх роботах вона встановила фізіологічну роль фосфорилювання мембранних білків хлоропластів. Також брала участь у розробленні апаратури для аеродистанційної діагностики стану посівів сільськогосподарських культур.
Зареєструвала ряд патентів:
- Польовий спектрометр для тестування стану рослинності (2012)
- Спосіб бездеградаційного експрес-визначення азоту в листках злаків (1997)
- Спосіб дистанційного визначення вмісту хлорофілу в листках монокультури рослин (1996)
- Вимірювач азоту польовий для бездеградаційного визначення вмісту загального азоту в рослинах (1996)[1].

### Наукові праці
- Фотохимические системы хлоропластов. Київ, 1976 (співавт.);
- Организация пигментов фотосинтетических мембран как основа энергообеспечения фотосинтеза. К., 1986;
- Спектральные свойства листьев как основа методов дистанционной диагностики. К., 1990 (співавт.);
- Структурная организация и функциональные особенности световой фазы фотосинтеза. К., 2007 (співавт.);
- Сравнение особенностей организации мембранных комплексов фотосистем I и II в хлоропластах высших растений // ФиБКР. 2010. Т. 41, № 1.

## Громадська діяльність
Світлана Кочубей керує громадської організації «Українське товариство фізіологів рослин».

## Нагороди
- Заслужений діяч науки і техніки України (2007)[3].
- Державна премія України у галузі науки і техніки (1993)[4]
- Премія імені М. Холодного Академії наук УРСР (1989).